# Разин, Андрей Александрович (футболист)
Андре́й Алекса́ндрович Ра́зин (бел. Андрэй Аляксандаравіч Разін; 12 августа 1979, Брест) — белорусский футболист и футбольный тренер.

## Карьера
Играл за белорусские клубы «Динамо» (Брест), «Динамо» (Минск), «Торпедо-СКА», «Дарида». В 2006 году защищал цвета российского «Анжи», позже — «Звезды» (Иркутск). Также играл в шведском «Энчёпинге». В январе 2007 года мог перейти в симферопольскую «Таврию».
В 2009 году перешёл в «Минск», где стал капитаном команды. Играл на позиции флангового полузащитника. В 2014 году стал играющим тренером второй команды «горожан». Был одним из лидеров команды, однако в январе 2015 года «Минск-2» прекратил существование, после чего Андрей окончательно перешёл на тренерскую работу в юношескую команду «Минска».

### Тренерская
В январе 2016 года, после того как «Минск» возглавил Георгий Кондратьев, Разин занял должность тренера по научно-методической работе. В 2018 году занимал эту должность и в штабе Александра Лухвича.
В январе 2019 года был назначен главным тренером «Минска». Под руководством Разина команда заняла 9-е место в чемпионате Беларуси. В декабре продлил контракт с «Минском». В августе 2020 года после ряда неудач покинул пост главного тренера, однако остался работать в структуре «Минска».

## Достижения
- Чемпион Беларуси (1): 2004
- Обладатель Кубка Беларуси (1): 2013
- Серебряный призёр чемпионата Беларуси (2): 2001, 2005
- Бронзовый призёр чемпионата Беларуси (2): 2000, 2010

## Семья
Отец игрока Александр Разин (род. 1955) также являлся футболистом. Он выступал на позиции защитника за команды из Бреста и Барановичей, а позднее был главным тренером брестского «Динамо».